# شيء مثل السعادة
شيء مثل السعادة هو فيلم من نوع كوميديا ودراما أُصدر في 15 سبتمبر 2005. الفيلم من توزيع Bontonfilm ‏، وهو من إخراج وسيناريو Bohdan Sláma ‏.

## طاقم التمثيل
- Zuzana Kronerová [الإنجليزية]‏
- Cyril Drozda  [لغات أخرى]‏
- Josef Polášek  [لغات أخرى]‏
- ماريك دانيال
- سيمونا ستاشوفا
- بافيل ليسكا
- Martin Huba [الإنجليزية]‏
- آنا جيزليروفا
- Tatiana Dyková [الإنجليزية]‏
- Bolek Polívka [الإنجليزية]‏
- رومان زاك
- فاندا هايبنروفا

## الإنتاج
موسيقى الفيلم التصويرية كانت من تأليف Leonid Soybelman ‏.

## وصلات خارجية
- شيء مثل السعادة على موقع IMDb (الإنجليزية)
- شيء مثل السعادة على موقع نتفليكس (الإنجليزية)
- شيء مثل السعادة على موقع ألو سيني (الفرنسية)
- شيء مثل السعادة على موقع Turner Classic Movies (الإنجليزية)
- شيء مثل السعادة على موقع أول موفي (الإنجليزية)
- شيء مثل السعادة على موقع فيلمافينيتي (الإسبانية)
- شيء مثل السعادة على موقع قاعدة بيانات الفيلم (الإنجليزية)
- شيء مثل السعادة على موقع ليتربوكسد (الإنجليزية)
- شيء مثل السعادة على موقع كينوبويسك (الروسية)